# Уастекский науатль
Уастеканский науатль (Huasteca Nahuatl) — диалектный континуум языка науатль, на котором говорит один миллион человек в регионе Ла-Уастека, который сосредоточен в штатах Веракрус, Идальго (восточно-уастеканский), Пуэбла и Сан-Луис-Потоси (западно-уастеканский). Справочник Ethnologue разделяет уастекский науатль на три языка: восточный, западный и центральный, где между восточным и западным взаимопонятность составляет 85 %. Половина говорящих на восточном диалекте не говорят по-испански.

## Диалекты
- Восточно-уастеканский диалект (Eastern Huasteca Aztec, Eastern Huasteca Nahuatl, Náhuatl de Hidalgo, Náhuatl de la Huasteca Oriental) распространён в 1500 деревнях муниципалитета Уаутла штата Идальго; в штатах Веракрус и Пуэбла. Есть юго-восточно-уастеканский диалект.
- Западно-уастеканский диалект (Náhuatl de la Huasteca Occidental, Náhuatl de Tamazunchale, Western Huasteca Aztec, Western Huasteca Nahuatl) распространён в штате Идальго и в муниципалитете Тамасунчале штата Сан-Луис-Потоси.
- Центрально-уастеканский диалект (Central Huasteca Nahuatl) распространён в штатах Веракрус, Идальго и Сан-Луис-Потоси.

## Население
Идальго (121 818 человек)
- Уэхутла-Рейес (56 377 человек)
- Уаутла (18 444 человека)
- Яуалика (14 584 человека)
- Хочиатипан (12 990 человек)
- Атлапеско (12 445 человек)
- Хальтокан (6978 человек)

Веракрус (98 162 человека)
- Чиконтепек (41 678 человек)
- Исуатлан-де-Мадеро (21 682 человека)
- Бенито-Хуарес (11 793 человека)
- Йамантлан (9689 человек)
- Искатепек (6949 человек)
- Сонтекоматлан (6371 человек)

Сан-Луис-Потоси (108 471 человек)
- Тамасунчале (35 773 человека)
- Астла-де-Террасас (17 401 человек)
- Хилитла (16 646 человек)
- Матлапа (16 286 человек)
- Коскатлан (12 300 человек)
- Чальчикуаутла (10 065 человек)

## Фонология
Внизу фонология на примере восточно-уастеканского диалекта.

### Гласные
|                       | Передний ряд | Задний ряд |
| --------------------- | ------------ | ---------- |
| Верхний подъём        | i iˑ         |            |
| Средне-верхний подъём | e eˑ         |            |
| Средне-нижний подъём  |              | o oˑ       |
| Нижний подъём         | a aˑ         | a aˑ       |

### Согласные
|               | Губ. | Апик. | Постальовеоляр. | Веляр.      | Веляр. | Глот. |
| Неокруглённые | Губ. | Апик. | Постальовеоляр. | Округлённые |        | Глот. |
| ------------- | ---- | ----- | --------------- | ----------- | ------ | ----- |
| Взрыв.        | p    | t     |                 | k           | kʷ     | ʔ     |
| Аффр.         |      | ts    | tʃ              |             |        |       |
| Бок. аффр.    |      | tɬ    |                 |             |        |       |
| Фрикат.       |      | s     | ʃ               |             |        | h     |
| Плав.         |      | l, r  |                 |             |        |       |
| Нос.          | m    | n     |                 |             |        |       |
| Полуглас.     | w    |       | j               |             |        |       |